# Кредит
Кредит  е осигуряването на финанси и парични средства, на „активи“ и е вид заем, при който една страна (финансова институция или фирма) дава реални или виртуални  парични средства на друга страна, която може да бъде физическо или юридическо лице, при което кредитираното лице или фирма възстановява този „заем“ в бъдещето , като този тип възвръщаемост е времево-структурирана, тоест тя е заложена, най-често в споразумение между страните, в план по постъпателно връщане на кредитното заемане, като този план може да се променя едностранно от заемодателя, двустранно, при допълнително споразумение между страните и т.н. Първата страна се нарича „кредитор“, а втората се нарича „кредитополучател“, който при неспазване на плана по възвръщане в бъдещето става „страна на длъжника“ или още като „некоректен длъжник“. Обичайно кредитирането включва и олихвяване, тоест лихва е дължима за периода на кредита към възстановяването на цялата дължима главница.

## Психология на кредитирането
В зависимост от вида икономика на една страна, дали това е развиваща се или индустриална държава, търсенето на кредит може да се дължи на същностно различни причини, което обаче не означава, че елементи на единия тип не могат да се открият в другия. При развитите страни това е изобилието, изборът от стоки и консумеризма, при което потребителят е „бомбардиран“ от различни избори, които той желае да направи, за което се нуждае от допълнителни средства, към стандартен добър доход, при което финансовата система осигурява кредити под формата на кредитни карти .
По различно стои въпросът при развиващите се или бедни страни, при които кредитите и заемането най-често имат функцията да поддържат основни и базови нужди, или нужди които потребителят емоционално възприема като такива, макар чисто икономически и социално те да нямат такъв характер. Такива нужди могат да бъдат смартфон или таблет, като са представени за такива от мейнстрийм уличната култура, като те са основно аспекти на културата и имиджа, без да представляват същностни или незаменими източници на информация или средства за комуникация. Тези нужди причиняват личностно осезаеми страдания на индивида, което може да се класифицира като невроза което го кара да се стреми към нови кредити т.е. задлъжняване което го докарва до ситуационна бедност (Situational poverty)  като в този аспект България се нарежда сред развиващите се или бедни страни.

## Финансови аспекти на кредитирането
Всяко движение на финансови капитали е доста зависимо от кредити, което, от своя страна, зависи от репутацията или кредитоспособността на юридическото лице, което отговаря за финансовите средства.
Терминът се използва в търговията, известен като „търговски кредит“, да се позовава на одобрение за забавени плащания за закупени стоки. Понякога кредит не се предоставя на лице, което има финансова нестабилност или затруднение. Компаниите често предлагат кредити на своите клиенти като част от условията за споразумение за покупката. Организации, които предлагат кредити на своите клиенти, често използват кредитен мениджмънт.
За разлика от парите кредитът сам не може да действа като единица на сметката. Въпреки това много форми на кредит лесно може да действат като средство за размяна. Като такова различните форми на кредит са често парите и са включени в оценките за доставка.
Кредитите също така може да се търгуват на финансовия пазар. В чиста форма на кредита се подразбира суап пазар (SWAP; swɔp – разменам, правя замяна, сменям), където кредити основно се търгуват на пазара от кредитно застраховане. А кредитния суап представлява цената, на която двете страни разменят този риск – „продавач“ под риск от неизпълнение на кредити в замяна на плащане търгува кредит, обикновено обозначен по базисни пунктове. Изкуствено сумата, която ще се отнася за защита на „купувача“, плаща застрахователна премия, както и в случай на неизпълнение на основните инструменти (заем, облигации или други вземания), предоставя тези вземания за защита на продавача и получава от продавача кредит на номинална сума.

## Видове кредити

### По отношение наобезпечението, кредитите могат да бъдат
- Обезпечени кредити – където някакъв материален/финансов актив и/или договорен ангажимент „обезпечава“ (т.е. гарантира) изплащането на кредита от кредитополучателя.
- Необезпечени кредити – кредити, чието изплащане от кредитополучателя не е гарантирано с материални или договорни ангажименти.

Според предназначението си кредитите биват:
- Потребителски кредити – отпускани на физически лица с цел текущо потребление на стоки и услуги, обикновено без обезпечение.
- Ипотечни кредити – отпускани с цел придобиване на недвижим имот, като обезпечението по кредита е ипотека върху самия имот, придобит със средствата от кредита.
- Кредити за оборотни средства – отпускани на фирми с цел набавяне на оборотни средства, необходими за текущата дейност на фирмата (напр. закупуване на суровини и материали за производството и т.н.).
- Търговски кредит

Срок: Търговският кредит се отнася към краткосрочните кредити. При взаимоотношенията между БНБ и ТБ, търговския кредит може да бъде със срок до 3 месеца. Но това не важи за взаимоотношенията между доставчика и купувача.

#### 1. Видове търговски кредит
Според кредитополучателя търговският кредит може да бъде:
1. Търговски кредит за купувача (платеца). Този кредит се характеризира с това, че кредитор е продавача, а кредитополучател – купувачът. Той е кредит между небанкови /нефинансови/ субекти, а обект на сделката е стоковия кредит. Механизмът на кредитната сделка е следният: Доставчикът продава стоката на купувача, но получава паричния еквивалент след изтичане на определения в договора срок. В този случай купувачът не заплаща стоката веднага, а само поема задължение да изплати паричната и равностойност след определен период.
Изгодата от тази сделка е по-голяма за купувача, но съществува изгода и за доставчика той успява да реализира своята стока.
Търговския кредит в полза на купувача може да се извади по два основни начина:
- по открита сметка
- чрез менителница (трата)

2. Фирмен (търговски) кредит в полза на доставчика при този кредит субектите на сделката си разменят местата: купувачът става кредитор, а доставчикът кредитополучател. Купувачът може да предостави кредит на продавача под формата на аванс, т.е. чрез предплащане на доставката която ще се осъществи след време.
Авансът като форма на търговско кредитиране се отличава от паричните кредити по това, че длъжникът погасява кредита не в брой, а чрез доставка на договорената стока.
Такъв начин на кредитиране се използва най-често при търговията със селскостопански стоки.

#### 2. Търговските ценни книжа основа на кредита
1. Възникване и същност на търговските полици
Значителен принос за приложението на търговските полици имат банкерите от Северна Италия. Съществна роля имат и градовете Лион и Безансон, където по време на панаирите са се инкасирали и издавали търговски ефекти по повод търговски взаимоотношения с италианските градове (т.е. международна търговия).
Търговската полица е документ, чрез които един субект се задължава да заплати на друг договорена парична сума на определено място и след определено време.

## Полицата като кредитен документ, непосредствено свързан с търговския кредит се използва в двете си разновидности
- запис на заповед това е документ, чрез който едно лице се задължава да изплати определена сума на друго лице. Тук издателят и платецът са едно и също лице.
- менителница (преводна полица или трата) – тук участват три субекта
- длъжник (издател), кредитор (поемател), и третото лице платец. Тя е основния документ при търговския кредит.

Срок: Търговският кредит се отнася към краткосрочните кредити. При взаимоотношенията между БНБ и ТБ, търговския кредит може да бъде със срок до 3 месеца. Но това не важи за взаимоотношенията между доставчика и купувача.

### Видове търговски кредит
Според кредитополучателя търговският кредит може да бъде:
1. Търговски кредит за купувача (платеца). Този кредит се характеризира с това, че кредитор е продавача, а кредитополучател – купувачът. Той е кредит между небанкови /нефинансови/ субекти, а обект на сделката е стоковия кредит. Механизмът на кредитната сделка е следният: Доставчикът продава стоката на купувача, но получава паричния еквивалент след изтичане на определения в договора срок. В този случай купувачът не заплаща стоката веднага, а само поема задължение да изплати паричната и равностойност след определен период.
Изгодата от тази сделка е по-голяма за купувача, но съществува изгода и за доставчика той успява да реализира своята стока.
Търговския кредит в полза на купувача може да се извади по два основни начина:
- по открита сметка
- чрез менителница (трата)

2. Фирмен (търговски) кредит в полза на доставчика при този кредит субектите на сделката си разменят местата: купувачът става кредитор, а доставчикът кредитополучател. Купувачът може да предостави кредит на продавача под формата на аванс, т.е. чрез предплащане на доставката която ще се осъществи след време.
Авансът като форма на търговско кредитиране се отличава от паричните кредити по това, че длъжникът погасява кредита не в брой, а чрез доставка на договорената стока. Такъв начин на кредитиране се използва най-често при търговията със селскостопански стоки.

#### 2. Търговските ценни книжа основа на кредита
1. Възникване и същност на търговските полици
Значителен принос за приложението на търговските полици имат банкерите от Северна Италия. Съществна роля имат и градовете Лион и Безансон, където по време на панаирите са се инкасирали и издавали търговски ефекти по повод търговски взаимоотношения с италианските градове (т.е. международна търговия).
Търговската полица е документ, чрез които един субект се задължава да заплати на друг договорена парична сума на определено място и след определено време.

## Полицата като кредитен документ, непосредствено свързан с търговския кредит се използва в двете си разновидности
- запис на заповед това е документ, чрез който едно лице се задължава да изплати определена сума на друго лице. Тук издателят и платецът са едно и също лице.
- менителница (преводна полица или трата) – тук участват три субекта
- длъжник (издател), кредитор (поемател), и третото лице платец. Тя е основния документ при търговския кредит. Чрез използването на менителница търговците спокойно си набавят необходимите стоки за реализация, а с получените пари от нея ще могат да погасят менителничната сума на падежа. Притежателят има възможност да чака до падежа или, ако има нужда от пари да сконтира менителницата на ТБ преди падежа.

## Погасяване на кредитите
Съществуват различни схеми на погасяване на кредитите:
- На равни вноски – т.нар. анюитети.
- На намаляващи вноски – равна главница плюс намаляваща лихва.
- С гратисен период – отсрочване на началото на изплащането само на главницата (частичен гратис) или и лихвата (пълен гратис).